# Pleasure (RYUKYUDISKOのアルバム)
『pleasure』（プレジャー）は、RYUKYUDISKOの4枚目のアルバム。2009年9月23日発売。

## 概要
- 約2年ぶりとなるオリジナルアルバム。本作は豪華アーティストが参加している。
- 発売から約2か月前の7月22日から10週連続（毎週1曲）でアルバム収録曲の着うた・着うたフルをレコチョクで限定先行配信。なお、ダウンロードすると、楽曲ごとに異なる特製待ち受け画像がプレゼントされる。
- 初回生産限定でDVDが収録されている。

## 収録曲

### CD
1. MOTHER feat. 城南海
  - この曲の元となった曲「MOTHER PROTOTYPE」が存在[1]。「母なる大地のメッセージ」をテーマに作った[2]。
2. Starlight Waltz feat. 多和田えみ
  - いしわたり淳治が作詞を勤め、作曲は廣山哲史と今井了介が共作。イメージはアストロノートがみなみのさんかく座で南国リゾートする[3]。
3. 1978 feat. 曽我部恵一
  - 1978は廣山哲史、廣山陽介の2人が生まれた年である[4]。編曲は廣山陽介と福富幸宏が共作。
4. SPLASH★ feat. SAWA
  - 夏を意識して[5]、中二の気持ちに戻って曲を書いた曲[6]。編曲は廣山陽介と福富幸宏が共作。
5. Sound to Bang【Counting Rhyme】
6. OK Sampler（WhatAaaa ReChamploo）
  - WhatAaaa ReChamploo（ワッターリチャンプルー）は訳すとセルフリミックスという意味。OKは「沖縄」という意味である。
7. てくの NO ひみつ
8. Top of the Island（WhatAaaa ReChamploo）
  - 「Top of the Island」に同曲の別バージョン「Beyond the Island」のテイストを加えセルフリミックス[1]。
9. てぃんさぐぬ花 feat. 多和田えみ
  - 沖縄民謡「てぃんさぐぬ花」をRYUKYUDISKO的にカバーし、「親の教えの大切さ」をテーマとして、「てぃんさぐぬ花」へのアンサーソング的な面もある[7]。
10. RKD MARCH feat. BLACK BOTTOM BRASS BAND
  - 別名「pleasure beach」（海辺の遊園地）で、泳いでメリーゴーランドに乗って陽気にパレードするようなイメージ[8]。毎回アルバムに収録されるビーチ・シリーズ。
11. ARIGATO sampling from りんけんバンド
  - りんけんバンドをサンプリングしたのはデビュー・ミニ・アルバム収録の「zan（in waves）」以来である。
12. RYUKYUDISTO feat. Dachambo
  - Dachamboのメンバー・DJ HATAは「Dachamboと哲史さんの交換日記のような作品だと思います」とコメントした[9]。
13. 遥 feat. iLL & MEG
  - 仮タイトルは「Infinity」[1]。この曲の序章には「遥」と「僕」という架空の人物が登場し、エピローグは次の曲「MY WAY」である[10]。テーマは「終わることがない」[11]。
14. MY WAY
15. ハイビスカス feat. しおり
  - 廣山哲史が一人で弁当を買いに歩いている時に、無意識に口ずさんだメロディーと歌詞。ハイビスカスの花言葉をもとに書いて、ケミカル・ブラザーズの「Star Guitar」にインスパイアされた。[12]

### DVD
1. OK Sampler
2. Top of the Island
3. Osaka by Okinawa／RYUKYUDISKO×AFRA & INCREDIBLE BEATBOX BAND
  - adidasのクリエイティブディレクター・倉石一樹監修による『One by One kzk soundtrack from adidas Originals by Originals』に収録された曲である。
4. Starlight Waltz feat. 多和田えみ
5. MOTHER feat. 城南海
  - PVではGoogle Earthを使用している。